# Panathīnaïkos Athlītikos Omilos 2006-2007 (pallacanestro maschile)
Questa voce raccoglie le informazioni riguardanti il Panathīnaïkos B.C. nelle competizioni ufficiali della stagione 2006-2007.

## Stagione
La stagione 2006-2007 del Panathīnaïkos è la 56ª nel massimo campionato greco di pallacanestro, l'A1 Ethniki.

## Roster
Aggiornato al 18 luglio 2018.
| Panathīnaïkos 2006-07 | Panathīnaïkos 2006-07 |
| Giocatori             | Staff tecnico         |
| --------------------- | --------------------- |

| N. | Naz.                                  | Ruolo | Nome                    | Anno | Alt.   | Peso   |  |
| -- | ------------------------------------- | ----- | ----------------------- | ---- | ------ | ------ |  |
| 4  | Grecia (bandiera)                     | AP    | Fragkiskos Alvertīs (C) | 1974 | 206 cm | 102 kg |  |
| 5  | Stati Uniti (bandiera)                | P     | Tony Delk               | 1974 | 185 cm | 86 kg  |  |
| 6  | Grecia (bandiera)                     | AP    | Dīmītrīs Papanikolaou   | 1977 | 202 cm | 104 kg |  |
| 7  | Slovenia (bandiera)                   | G     | Sani Bečirovič          | 1981 | 195 cm | 90 kg  |  |
| 8  | Stati Uniti (bandiera)                | AG    | Mike Batiste            | 1977 | 204 cm | 110 kg |  |
| 9  | Lituania (bandiera)                   | GA    | Ramūnas Šiškauskas      | 1978 | 198 cm | 100 kg |  |
| 10 | Grecia (bandiera)                     | G     | Nikos Chatzīvrettas     | 1977 | 197 cm | 95 kg  |  |
| 11 | Grecia (bandiera)                     | AC    | Dīmos Ntikoudīs         | 1977 | 206 cm | 113 kg |  |
| 12 | Grecia (bandiera)                     | C     | Kōstas Tsartsarīs       | 1979 | 209 cm | 116 kg |  |
| 13 | Grecia (bandiera)                     | P     | Dīmītrīs Diamantidīs    | 1980 | 196 cm | 100 kg |  |
| 14 | Grecia (bandiera)                     | P     | Vasilīs Xanthopoulos    | 1984 | 186 cm | 90 kg  |  |
| 15 | Serbia (bandiera)                     | C     | Dejan Tomašević         | 1973 | 208 cm | 113 kg |  |
| 16 | Serbia (bandiera) · Grecia (bandiera) | AG    | Dušan Šakota            | 1986 | 209 cm | 104 kg |  |
| 18 | Serbia (bandiera)                     | P     | Miloš Vujanić           | 1980 | 190 cm | 85 kg  |  |
| 19 | Lituania (bandiera)                   | C     | Robertas Javtokas       | 1980 | 211 cm | 120 kg |  |

| Allenatore                                                                                  |
| - Željko Obradović                                                                          |
| Assistente/i                                                                                |
| - Dīmītrīs Itoudīs - Andreas Pistiolīs Legenda - (C) Capitano - (IN) Inattivo - Infortunato |

## Mercato

### Sessione estiva
| Acquisti | Acquisti             | Acquisti          | Acquisti   | Acquisti |
| R.       | Nome                 | da                | Modalità   |          |
| -------- | -------------------- | ----------------- | ---------- | -------- |
| GA       | Ramūnas Šiškauskas   | Pall. Treviso     | definitivo |          |
| AC       | Dīmos Ntikoudīs      | Valencia          | definitivo |          |
| P        | Tony Delk            | Detroit Pistons   | definitivo |          |
| G        | Sani Bečirovič       | Fortitudo Bologna | definitivo |          |
| C        | Robertas Javtokas    | Lietuvos rytas    | definitivo |          |
| P        | Miloš Vujanić        | Barcellona        | definitivo |          |
| P        | Vasilīs Xanthopoulos | PAOK Salonicco    | definitivo |          |

| Cessioni | Cessioni          | Cessioni        | Cessioni              | Cessioni |
| R.       | Nome              | a               | Modalità              |          |
| -------- | ----------------- | --------------- | --------------------- | -------- |
| P        | Giōrgos Kalaitzīs | Aris Salonicco  | fine contratto        |          |
| G        | Vasilīs Spanoulīs | Houston Rockets | definitivo (400000 $) |          |
| AP       | Vlado Šćepanović  | PAOK Salonicco  | fine contratto        |          |
| C        | Patrick Femerling | Siviglia        | fine contratto        |          |
| P        | Jaka Lakovič      | Barcellona      | fine contratto        |          |
| P        | Arīs Tatarounīs   | Pagrati Atene   | prestito              |          |